# Chute-aux-Outardes
Chute-aux-Outardes è un villaggio del Canada, situato nella provincia del Québec, nella regione di Côte-Nord.